# 乃木坂春香の秘密
『乃木坂春香の秘密』（のぎざかはるかのひみつ）は、五十嵐雄策による日本のライトノベル。イラストはしゃあが担当。電撃文庫（メディアワークス→アスキー・メディアワークス）より2004年10月から2012年7月まで刊行された。2018年4月からは続編にあたる小説『乃木坂明日夏の秘密』が刊行されている。2016年8月時点でシリーズ累計部数は200万部を突破している。
メディアミックス展開もされており、2008年よりテレビアニメ化。2009年には第2期として『乃木坂春香の秘密 ぴゅあれっつぁ♪』のタイトルで放送されている。2012年には完結編にあたるOVA『乃木坂春香の秘密 ふぃな〜れ♪』が4か月連続でリリースされた。
平凡な男子高校生である主人公が、名家のお嬢様であるクラスメイトの少女の秘密を知ったことで繰り広げられるラブコメディ。男主人公ではなくヒロインがオタクという設定は当時では画期的であった。
本作を舞台にしたスピンオフ作品である『キョウハクDOG's』については、当該項目を参照。

## あらすじ
白城学園に通う綾瀬裕人はごく普通の男子高校生であり、平凡な日々を過ごしていた。一方、同じクラスメイトである乃木坂春香は容姿端麗・才色兼備な深窓の令嬢であり、学園のアイドルであった。特に接点があるわけではない二人であったが、ある日、裕人が親友の朝倉信長の代わりに図書室に本を返却しに行った際に春香がアキバ系であることを知ってしまう。
この一件から、裕人は自分の秘密を周囲に知られることを極端に恐れる春香をフォローすることになり、春香の妹の美夏やメイド隊を始めとする乃木坂家とも交流を深めていく。そんなある日、春香は自分のドジで自分の趣味を衆目に晒してしまう。裕人のフォローにより事なきを得るものの、春香はショックのあまり学校を休んで家に閉じこもってしまう。春香が中学時代に同様のミスを犯したことで周囲から孤立してしまい、それが深いトラウマになっていることを知った裕人は、これからも彼女を支えていくことを心に決める。
夏休みに入り、裕人と春香はコミックマーケットに参加するなど充実した日々を過ごしていたが、春香の父・玄冬が春香の趣味を知ってしまう。自分の趣味に強い偏見を持つ父親に反発して家出した春香を裕人はかくまい、追いかけて来た玄冬と対峙。その場に現れた春香の母・秋穂の取り成しもあって春香の趣味が家庭内でも認められるようになる。
新学期を迎え、春香の盛大な誕生パーティを行った翌日、裕人たちのクラスに夏休みにロンドンのピアノコンクールで知り合った天宮椎菜が転校してくる。親しみやすい雰囲気の椎菜と仲良くする裕人の姿に、春香は無自覚ながらも裕人への恋心を募らせていくことになる。文化祭やクリスマスパーティ、冬コミに初詣や温泉旅行などのイベントに加え、芸能プロダクションによる春香のアイドル化計画や京都の那波の実家の旅館でのトラブルが起こるが、無事に解決する。そして北海道への修学旅行を経て裕人への想いを募らせていた椎菜も、そして美夏も裕人に自らの想いを告げるも叶うことはなかった。
そして裕人たちが3年生に進級したある日、春香は再びクラスメイトの前で自分の趣味を晒してしまうミスを犯すが、クラスメイトからもその趣味を受け入れてもらうことになる。そして二人は夏コミに向けて同人ソフトの制作を行うことになり、無事に完成して当日を迎えることになるが、そこで春香は中学時代の友人たちと再会することになる。動揺する春香だったが裕人の支えもあり、彼女たちと不仲になってしまったのは自分を目の敵にしていた天王寺雪月花の陰謀であることを知り、和解することになる。
コミケ終了後、晴れて恋仲となった裕人と春香だったが、彼らの仲を引き裂くかのように春香は乃木坂家によって幽閉され、天王寺雪月花の弟と結婚させられそうになる。秋穂から春香が自分にとってどんな存在かを問われ、その場で答えられずに苦悩する裕人だったが、美夏やメイド隊、椎菜らクラスメイトたちの後押しにより春香が囚われているハッピースプリング島へと向かう。玄冬や秋穂が立ちはだかるも、自らの強い想いを告げた裕人は乃木坂家の後継者として認められることになる。

## 登場人物
※声優は全メディアミックス共通。

### 主要キャラクター
綾瀬 裕人（あやせ ゆうと）
声 - 羽多野渉（PS2版のみなし）、生天目仁美（幼少時）
本編の主人公。白城学園2年1組。眼鏡を掛けている以外は平凡な容姿と、これといった特徴のない普通の男子高校生であったが、偶然に春香の秘密と素の彼女を知ってしまい、周囲に秘密がバレそうになった春香のフォローに回ったり、その他の様々なエピソードを経て少しずつ彼女と親しくなっていく。
ぶっきら棒に振舞うが、基本的には面倒見の良い性格であり、それゆえに面倒事に巻き込まれることも多い。どこか事なかれ主義ではあるものの、土壇場で見せる侠気は非常に強く、春香の趣味を否定する玄冬を真っ向から糾弾したり、因縁をつけてくるシュートからアリスをかばったこともある。そんな人柄から春香や乃木坂家の人間、椎菜といった人たちからは好意を持たれているが、春香との事情を知らないファンクラブなどの他の生徒たちから目の敵にされたり、常に眼鏡を掛けているため、周囲の偏見で変質者に間違われてしまうことが多く乃木坂家絡みもあり、理不尽な扱いを受けることもある。また時折春香とふたりっきりになり良い雰囲気になるも、美夏をはじめとする周囲に邪魔され、うまくいかないことが多い。
勉強も運動も並だが、ルコや由香里にしごかれたために家事全般は得意で、ドラマCDでは葉月から「能力が高い」と高く評価された。
実は幼い頃に春香と出会ったことがあり、春香を泣き止まそうとして信長から預かっていた雑誌「イノセント・スマイル」を一緒に読んだことで、春香にアキバ系という趣味を作るきっかけを与えた。
乃木坂 春香（のぎざか はるか）
声 - 能登麻美子
本編のヒロイン。白城学園2年1組。背中まで伸びた緩やかなロングヘアが特徴。乃木坂財閥の令嬢であり、「白銀の星屑（ニュイ・エトワーレ）」などの二つ名を持つ学園のアイドル。一年次にはミス白城に選ばれた容姿端麗・才色兼備な深窓の令嬢であり、特にピアノに関しては国際コンクールで優勝を果たし、一部では「鍵盤上の姫君（ルミエール・ドゥ・クラヴィエ）」と称えられるヴィルトゥオーゾである。温厚で、誰に対しても敬語で話す。その人柄から、老若男女を問わず好意を持たれている。
成績優秀で常に学年1位を維持しており、日舞や生け花などの10を超える稽古事でも類い稀な才能を発揮している。運動能力も高く、家伝の武術「乃木坂流」の師範代資格を持つほどの遣い手でもある。容姿や身なりよりも性格や人格を第一に見るため、イケメンが寄ってきても全く気にもせず、逆に裕人の人格の良さを知らずに侮辱するような者に対しては不機嫌になるなど、怒らせると怖い面もある。基本的に万能であるが、絵画だけは極端に下手な上に、本人にその自覚がない。普段は意識して令嬢らしく振舞っているが、実際はかなりの天然かつドジっ娘。心を許した相手の前でのみ、素の自分を見せる。
実はアニメや漫画をこよなく愛するアキバ系という一面も持つ。しかし中学時代にその趣味が露見し、周囲に陰湿な偏見を向けられた経験がトラウマとなり、この秘密を他人に知られることをひどく恐れている。
裕人とは学園の図書室で「イノセント・スマイル」を借りた所を見られた事がきっかけで、友人として付き合うようになる。自分の趣味に対して偏見を持たず、事あるごとに応援そしてフォローしてくれる裕人に好意を抱くようになる。
天宮 椎菜（あまみや しいな）
声 - 佐藤利奈
ロンドンのピアノコンクールで参加した春香の応援に連れて行かれた裕人が出会った少女。春香の誕生日の翌日に白城学園へ転入し、裕人たちと同じクラスメイトとなる。シャギーの入ったショートカットが特徴。趣味はピアノと薙刀（天宮神灯流槍術）。運動能力は高いが、水泳は苦手。ピアノのコンクールでは春香に次ぐ2位に付く実力があり、演奏者として春香を目標にしている。
いつも前向きで明るい性格。非常に気さくで、転入して間もなくクラスに溶け込んだ。しかしその一方で人の迷惑には非常に気を使い引っ込み思案になってしまう一面を持つ。クラスでの座席は由香里の適当な采配で裕人と隣同士になる。「炎の転入生」の名で文化祭のミスコンにエントリーされ、準グランプリを獲得するほどの美少女でもある。大のイカ好きで、食べるのはもちろん観賞するのも大好き。反面、幼い頃の経験から犬が大の苦手で、チワワを猛獣に例えるほど。
裕人とは友人として接する中でその飾らぬ優しい人柄に惹かれていき、初詣の際の事故で河に落ちてしまった彼女の簪を寒さを顧みずに探し出してくれた裕人の姿を見たことが直接の引金となり、彼に恋愛感情を持つようになる。
北海道の小樽出身で、現在は単身赴任中の父とマンションで2人暮らし。現在の髪型はショートカットだが、中学時代はロングヘアだった。
アニメ独自の設定としてカナヅチを克服し、原作者・五十嵐雄策がこの設定を快諾したため、公式な設定になった。
乃木坂 美夏（のぎざか みか）
声 - 後藤麻衣
春香の妹。私立双葉女学院中等部2年紫陽花組。趣味はバイオリン・スカッシュ・イノシシの餌付け。中学では生徒会長を1年生から2年連続で務めており、「月下の苺姫（ムーンライト・ストロベリー）」とも呼ばれている。また、クラブ活動で「現代舞台芸術文化研究部」の副部長を務める。
天然ボケな姉とは対照的に天真爛漫なしっかり者で、人前では春香同様令嬢に振舞うも本質は裕人や春香をからかって楽しむような小悪魔的な一面もある。ツインテールで向日葵型の髪飾りを愛用しており、その性格と髪型から、作中では「かしましツインテール娘」などと呼ばれることもある。耳年増で一見男性経験豊富に見えるが、実際は未経験で、「未成年お断りのDVD」を見た時は動揺していた。絶叫系のアトラクションとお化けが大の苦手。また良子や由香里のような、自身と同じ押しの強いタイプの人間に攻められると非常に脆い一面がある。姉妹であるだけに顔立ちや声も春香に似ており、髪を下ろして裕人をからかったこともある。
裕人のことを「おに〜さん」（時折「お義兄さん」）と呼んで慕っている。裕人を何かと振り回す一方で、何かにつけて彼に甘えるようになる。密かに裕人が自分のことしか考えられない「みっかみか」にする事を目論んでいるようである。春香と裕人の関係を応援している一方で、裕人が春香と二人っきりなっている所を水を差し邪魔をしたりしている。また本人は否定しているが、那波曰く「かなり寂しがり屋」とのこと。しかしこうした裕人との交流が深まるにつれ、春香同様無自覚のうちに彼に対して恋愛感情を持つようになる。

### 乃木坂家関係者
乃木坂家は代々貿易商を営む、世界規模の影響力を誇る名家。四大名家と呼ばれるものの内の1つである。家族の名前には季節に関する文字が含まれている。
乃木坂 春香
乃木坂家の長女。詳細は#主要キャラクターを参照。
乃木坂 美夏
乃木坂家の次女。詳細は#主要キャラクターを参照。
乃木坂 玄冬（のぎざか げんとう）
声 - 立木文彦
春香・美夏の父で秋穂の夫。抜刀術の名手で「熊殺し（ベアー・キラー）」の異名がある乃木坂家グループの筆頭。外見や言動はマフィアのようで厳格そうに見えるが、実際は親バカで特に春香に対して甘く、春香と美夏に懐かれている裕人に憎悪に近い嫉妬を抱いている。第3巻での美夏の台詞によると婿養子らしく、家庭では妻の秋穂に頭が上がらず、美夏にも蔑ろにされがちという一面があるが、家族仲は良好。メイド隊からすらも乃木坂家のメンバーでは最下位と見なされている節がある。自身の直属部隊「黒犬（ヘルハウンド）」がある。精神入魂棒・死屍累々（ししるいるい）を持ち、たびたび春香を歪んだ道（玄冬の主観）に誘う裕人に振り下ろそうとしては秋穂や美夏、時には春香にまで手厳しく叱責（あるいは制裁）されている。
旧称は「大矩（おおがね）で、高校3年生の時に秋穂と知り合っている。なお、挿絵イラストでは当時の容姿は現在と違って細身だった。
乃木坂 秋穂（のぎざか あきほ）
声 - 久川綾
王季の娘で春香・美夏の母、玄冬の妻。料理学校の校長を務めている。2児の母とは思えないほど若々しい和風美人で、裕人も初対面時は春香の姉か従姉妹と間違えたほど。落ち着いた知性的な物腰に、玄冬をも圧する迫力を秘めた女性。ことあるごとに暴走する玄冬を諌めるのは彼女以外にはほぼ不可能で、地獄突き等による実力行使に出る事もあり、故に裕人や美夏に「乃木坂家の最終兵器」と呼ばれている。玄冬とは異なり裕人と春香の関係を全面的に認めており、成り行きを楽しんでいる節も見られる。彼女と美夏・由香里・那波で「最強（最凶）カルテット」とは裕人の弁。
乃木坂 王季（のぎざか おうき）
声 - 納谷六朗
春香・美夏の母方の祖父で秋穂の父。先代の乃木坂家七代目当主で現在は乃木坂グループの相談役だが、実質隠遁した今でさえ「一声かければ3時間後にはその場でサミットが開かれる」などと言われるほどの絶大な権力を誇る。その権力故、日頃は平蔵を影武者に立てている。意外なほどに気さくでお茶目な好々爺で、裕人は美夏、秋穂、王季の共通した性格に血筋を感じていた。なお、裕人のことは春香に相応しい好青年だと一目で気に入り、春香の婿にしたいと思っている。
平蔵・セバスチャン・桜坂（へいぞう・セバスチャン・さくらざか）
王季の影武者。乃木坂家の元執事長でもあり、王季とは親友関係でもある。身長2mはありそうな巨体で、玄冬よりも凶暴な風貌の老人だが、実際は穏やかな人物である。春香の誕生パーティでは自らの売り込みに走る招待客たちを一喝して怯えさせている。アニメ及び漫画版では未登場。

#### 乃木坂家メイド隊
所属するメイドたちの間には能力に合わせて序列があり、序列第1位から序列第10位までは、通称「乃木坂家メイド隊十傑衆」と呼ばれる。なお、序列があるのは50位までで、それ以外は「序列なし」の扱いとなるが、その「序列なし」の中にもAからEまでのランクがある。50位から11位までと上位10位は扱いが別になっており、上位10位のメイドは侍女としての技能の他にそれぞれの専門分野をもっている。さらに上位3位はあらゆる技能を平均的に備えた者が就く。アニメ版やドラマCD版では4位以下でも戦闘なら得意分野外の者でもある程度こなせるようである。所属するメイドはおよそ500人。入隊の競争倍率は80倍以上。
また以下のメイドたち「十傑衆」は、春香の趣味に偏見を持たずに彼女と交際し、またメイド×執事親睦会で「かけがえのない大事な人たち」という感謝の言葉を贈ってくれた裕人に対して深い敬意と信頼を寄せており、彼をご主人様とも思っている。

##### メイド隊十傑衆
桜坂 葉月（さくらざか はづき）
声 - 清水香里
乃木坂家のメイド長で序列第1位。第3巻では「乃木坂家メイド隊筆頭」と自己紹介している。主に春香や美夏の世話を担当。特に春香にとっては姉にも等しい存在で、葉月もまた誰より春香を大切に思っている。視力が非常に悪く、常時眼鏡をかけている。
非常に無口かつ無表情だが、いつも美夏や那波と行動しているためか時折爆弾発言を口にする。どこからともなくチェーンソーを持ち出す、まったく気配を感じさせずに裕人たちの背後に度々現れる、相当離れていても敏感に気配や声を感知するなど、様々な技術に長けた図り知れない人物であり、「1人で戦車一個師団に突っ込んでいっても無傷で生還するでしょう」とは那波の弁。ただしハイスペックを誇るわりには意外にドジっ娘で、裕人からは「専属メイドだけに春香の属性を継承している」と評価されている。本人は変装が得意だと思っているが実際はほとんどバレバレだが春香や葉月本人のみはまったく気づいていない。可愛い物が大好きでヌイグルミ集めが趣味で照れ屋な一面もあり、話を重ねるにつれてコミカルなキャラとしての描写が増える。
原作者の五十嵐雄策の中では、葉月は「年齢は25歳前後、乃木坂家には子供の頃から仕えている」という設定がある。また、元々は北海道出身で捨て子だったらしく中学生になるまでは北海道に暮らしていたという。
桜坂 葉子（さくらざか ようこ）
副メイド長で元・序列第2位（欠番）。幼い葉月や那波にとっては師匠であり、特に同じ苗字の葉月にとっても姉のような存在である。かつては秋穂から誰よりも信頼されている人物だったが東真宮玲一から秋穂が大事にしていた懐中時計を取り戻すため、乃木坂家の身を案じ、自らメイド隊を抜け、東真宮家に一人で乗りこみ叩き潰したため、欠番扱いとなった。しかし、秋穂から信頼され、序列2位だけあって何でも超人的にできる万能メイドで名家の執事軍相手でも無双できる実力を持つ。一騎当千の言葉通りの実力を持ち、短時間で東真宮家の力の8割、建物を半壊、防衛機能の9割を破壊し60名の執事の7割を再起不能まで追い込みながら怪我ひとつしていないほど。
その存在についてはメイド隊において長い間タブーとなっており、第1期のドラマCDやアニメ第2期ではいないことを裕人が口にしただけで（その場に居合わせていなかった水面を除く）メイド隊全員がホラー漫画宜しく恐ろしいタッチの表情になった。
七城 那波（ななしろ ななみ）
声 - 植田佳奈
序列第3位。普段の仕事はメイド長・葉月の補佐だが、本編中では主に美夏と行動を共にしており、第10巻において「美夏専属」と表記される。どんな状況の会話であろうと構わず語尾に「です〜」をつけて話すほどフレンドリーな性格。おっとりしているように見えるが実際は笑顔のままで美夏同様さり気無くきつい毒舌を吐くことがあるなど腹黒い所があるが、春香や美夏を大事に思い、彼女なりに裕人を高く評価している。裕人に「美夏に似ている」と評される。
常時サングラスをかけ、どこからともなく柄の反対側にははたきがついている巨大なミートハンマーを取り出す。脇髪と後ろ髪の髪留めもハンマーの形。やはり常人からはかけ離れた様々な技能を持っている。実家は京都の老舗旅館で、次期女将として幼少より英才教育を受けながら育ったため、見かけによらず日本的な芸事も得意で琴の腕はプロ級。また地元・京都のことを庭と称するほどもあり、観光地各所の知識も深い。
楠本 水面（くすもと みなも）
声 - 水原薫
序列第4位。メイド侍従長。主な仕事は財務・法務・渉外。言葉・礼儀ともに丁寧で、葉月に似て冷静で真面目な性格をしている。きつい口調になりがちだが、周囲を気遣う面を持つ。那波曰く「とっても優秀で、基本的な仕事なら全て1人でこなす」。また、葉月の言によれば、「緊急時には序列5位以下のメイド隊を指揮する権限を持つ」。
雪野原 鞠愛（ゆきのはら まりあ）
声 - 高本めぐみ
序列第5位。乃木坂家医療班筆頭で、主な仕事は乃木坂家の面々の健康面の管理。その特別製の注射は怖いくらいに効果抜群とのこと。
凪川 小鮎（なぎかわ こあゆ）
声 - 五十嵐裕美
序列第6位。乃木坂家の料理長。非常にシャイな性格で、あまり人前に現れない。調理用具に精通している。
六条 菖蒲（ろくじょう あやめ） / 六条 沙羅（ろくじょう さら） / 六条 樹里（ろくじょう じゅり）
声 - 森谷里美（菖蒲） / 石川桃子（沙羅） / 矢作紗友里（樹里）
3人1組で序列第7位となっている三つ子の姉妹。主な仕事は乗り物の運転全般で普段は裏方に回ることが多く、あまり表立った活動は苦手らしいがノリが女子高生っぽい。元々は某国の空軍出身で、「バニラ・スカイの黒い悪魔」と呼ばれていたらしい。
アリスティア＝レイン
声 - 釘宮理恵（PS2版はなし）
序列第8位。愛称は「アリス」。序列上位のメイド隊の中では若いと言うより幼く、金髪碧眼の西洋人形のような小学生程度の外見からは想像できない、戦闘メイド。主な仕事は要人警護、敵対勢力拠点の破壊。また体術も優れており、玄冬に対して急所を突いて一撃で昏倒させたこともある。戦闘専門だけあって普段から葉月や那波と比肩する戦闘力を持っているが、実はこれでもまだ全力ではない。また日常では葉月同様ドジっ娘な部分がある。戦闘だけでなく、隠密行動にも優れており、他にもケーキの切り分けや紅茶入れも問題なく出来る。
仕事柄か人見知りかつ無口で、身振り手振りで意思を表示しているが、外見通り幼い一面を見せることもある。裕人が執事のバイトをしている時、様子を見に来た那波達と同行した時に初めて裕人と顔合わせ、それ以来葉月達と行動を共にするようになる。メイド×執事親睦会のビンゴ大会で裕人から貰ったカエルの人形「ゲロリアンX」がお気に入りだが、その時執事見習いをしていたシュートに因縁をつけられた上、ゲロリアンXを踏みつけられて泣いていたところを裕人に庇われた。初めはシュートから屈辱的な行為を受ける裕人に対して強い罪悪感を覚えるが、自分達メイドや執事を容赦なく見下すシュートに激昂し、自分を庇ってくれた裕人に心を動かされたのをきっかけにたどたどしくも彼になつくようになった。
普段は喋らないがドイツ語を話すようで、不慣れながらも日本語も話すことができる。ただし、心を許せるような相手でも自分からはなかなか喋ろうとしない。
宗像 理緒（むなかた りお）
声 - 井口裕香
序列第9位。主な仕事は化学部門担当。メイド服の上に白衣を着ている。言葉遣いは男勝りで、原作第12巻でメイドたちの中では唯一裕人を呼び捨て（オーディオドラマでは「様」付け）、乃木坂家の地下にあるラボで研究に没頭している。
雛咲 祝（ひなさき いわい）
声 - 日笠陽子
序列第10位。主な仕事は乃木坂家の祭事。本物の巫女で霊感が備わっており、裕人に取り憑いていたルコと由香里の生き霊を見えたりすることができた。また魔除けの札を作っている。

##### その他のメイド隊
安達ヶ原 芽衣（あだちがはら めい）
メイド隊の新米メイド。ドラマCD『乃木坂春香の秘密』の特典書き下ろし小説に登場。葉月を尊敬している。

### 綾瀬家関係者
綾瀬 裕人
綾瀬家の長男。詳細は#主要キャラクターを参照。
綾瀬 ルコ（あやせ ルコ）
声 - 生天目仁美
裕人の姉。某一流企業の敏腕社長秘書という非常に優秀な肩書きを持つが、家庭では大酒飲みの酒豪で家事が一切できないため、家事担当の裕人がいないと飢えることが多く、由香里と共に裕人を困らせている。非常に大雑把な性格で、武士のような口調で話す。自宅では新選組を彷彿させるダンダラの法被を着用し、後に那波の招待で裕人らとともに京都を訪れた際には新選組関連の史跡を訪れたい旨の発言をしている。空手2段の実力者で、他に抜刀術も嗜んでいる模様。刀剣マニアの一面があり、愛刀・瑠璃髑髏（るりどくろ）はかなりの業物らしい。両親不在時の綾瀬家における最高権力者。裕人からは「ルコ」と名前で呼ばれている。春香を一目見て気に入るが、裕人曰く「これは非常に珍しいこと」であるらしい。
綾瀬 国貞（あやせ くにさだ） / 綾瀬 瑠璃子（あやせ るりこ）
裕人とルコの両親。仕事で不在が多く、滅多に家に帰ってくることがない。2人とも元は植物学者だったが研究の際に訪れたアルゼンチンでミツバチの魅力に惹かれミツバチの味のクオリティ向上を研究するため養蜂農家になった。ホームページでは通信販売も行っておりそれなりに好調らしい。

### 白城学園関係者
白城学園（はくじょうがくえん）は裕人たちが通う私立高校。学力レベルは裕人曰く「上の下」の進学校。乃木坂家は春香の入学時に多額の寄付金を学園に支払っており、校内施設の合鍵を所有している。
乃木坂 春香
詳細は#主要キャラクターを参照。
天宮 椎菜（あまみや しいな）
詳細は#主要キャラクターを参照。
上代 由香里（かみしろ ゆかり）
声 - 松来未祐
音楽教師。2年1組の副担任。常に笑顔を浮かべており、人をからかうのが好きな小悪魔的な性格で面倒な雑用を押し付け、裕人を困らせるトラブルメイカー。ルコの旧友で、綾瀬家には昔からよく入り浸っている。現在彼氏募集中で冗談か本気かは不明だが、裕人の嫁になると彼に何度も悩ましい恰好で絡んでいる。ルコ同様酒豪で酒癖が悪く、セクハラ紛いの言動を繰り返し、美夏や椎菜などにセクハラをしたり、未成年に無理やり飲酒させるなどとても教師とは言い難い行為が目立つ。なお、春香は理想的な女性だと思い込んでいる。自称「永遠の十七歳（エターナル・セブンティーン）」。
白城学園のOG。普通校である白城学園から芸大のピアノ科に首席で入学し、特定の音楽家に師事することもなくそのままトップクラスの成績で卒業した「宵闇の独奏者」と呼ばれる伝説の人物。ルコによれば本気になれば春香の演奏も超えるらしい。なお、裕人曰く戦闘能力においては自分より下であるとのこと。
朝倉 信長（あさくら のぶなが）
声 - 高木礼子
裕人の幼馴染。明朗快活な性格で成績も優秀な美少年で学園祭で女装をした際には裕人も気づかなかったほどだが、小1で秋葉原の地理を熟知していた筋金入りのオタク。オタク向け業界での知名度はかなり高く、アニメイト秋葉原店ではその買いっぷりから「皇帝〈カイザー〉」の異名をとる。
「女の子は二次元に限るよね〜」など、一般人から見ると問題のある発言をさらっと口にする。「その気になれば個人情報なんて筒抜け」と語り、なぜか様々な個人情報に詳しいため、ヤンキー5人を病院送りにした過去がある空手部主将などの体育会系の春香親衛隊ですら彼には弱い。学園祭では宣伝のために女装しており、裕人はおろかスキルの高い葉月や那波でさえも言われるまで女装に気づかなかった。
彼のせいで幼少時に裕人と春香が出会い、春香がアキバ系の趣味にのめりこみ、現代で裕人が春香の秘密を知るという、ある意味二人が親しくなる全てのきっかけを作った人物でもある。
永井（ながい） / 竹浪（たけなみ） / 小川（おがわ）
声 - 宮下栄治（永井） / 安元洋貴（竹浪） / 大須賀純（小川）
裕人のクラスメイトで、3人まとめて通称「三馬鹿」。話の本筋とは無関係にしょうもない話題で時に信長も交えて熱く盛り上がっている。永井はブレザーの代わりにいつもトレーナーを着ている強気な印象だが軽薄で願い事によればギャルゲーをやっている模様。竹浪は体格の良く一見すれば温厚そうに見える大男だが裕人をフルネームで呼ぶなど粗暴な部分がある。小川は眼鏡をかけたインテリ風で言葉は「ですます」調だがやたらスリーサイズに拘るなどスケベな性格である。
朝比奈 麻衣（あさひな まい）
声 - 豊崎愛生
大人しい性格に反して薙刀部の副部長を務め、「メガネっ娘なのに薙刀部副部長」というフレーズで親しまれている。文化祭ではミスコンに出場し、4位に入賞した。椎菜が来る前は裕人の席の隣だったが、今は椎菜に押される形で斜め後の席に移動している。椎菜や春香、裕人、良子と仲がよく、他のクラスメイト達と違って、裕人と春香の二人がほぼ恋人同士と認識している。
澤村 良子（さわむら りょうこ）
声 - 喜多村英梨
学年：2年1組→3年3組（14巻）
緑の髪と泣きボクロが特徴。楽しいこと大好きの暴走キャラで、その傍若無人ぶりは美夏をもたじろかせるほどである。中学時代からマッサージにこだわりがあり、「マッサージチェアライダーの良子ちゃん」とも呼ばれていたらしい。椎菜や春香、裕人、麻衣と仲がよく、麻衣と同様、裕人と春香の二人がほぼ恋人同士と認識している。
千代 啓二（せんだい けいじ）
声 - 浅沼晋太郎（PS2版のみ）
2年1組。通称「狂犬（マッドドッグ）」。「アキバ系の天敵」として恐れられるが、せつなとともに秋葉原や夏コミ会場等で裕人に目撃されている。『キョウハクDOG's』からのゲスト出演。
八咲 せつな（やつさき せつな）
声 - 花澤香菜（PS2版のみ）
2年1組。通称「忠犬ハチ公」。かなりのドジっ娘。啓二とともに秋葉原や夏コミ会場などで裕人に目撃されている。『キョウハクDOG's』からのゲスト出演。文化祭ではミスコンにも出場したが、特技披露において「特技がない」という理由で棄権。PS2版では姿は見せなかったが声だけの出演となり、アニメ1期8話では逆に姿は見せたが台詞はない。
天王寺 冬華（てんのうじ とうか）
声 - 釘宮理恵
1年3組。「絶対零度の氷姫（プリンセス・ブリザード）」の名を持つ。性格は高飛車で傍若無人。天王寺家の第3位継承権を持つお嬢様だが、何らかの確執があるらしく普段は実家を避けており、相続問題の関係で一時的に屋敷に戻っていた。文化祭ではミスコンに出場したが、途中で「飽きたから」という理由で棄権している。
過去に「ロドリゲス」という名のエリマキトカゲを飼っており、専属の住み込み執事の短期バイトの面接に来た裕人にエリマキトカゲのモノマネをさせ、採用された裕人を「ロドリゲス」と呼んでいる。当初は不信感から裕人に無理難題を吹っかけてばかりだったが、純粋な善意で自分に接する裕人にやがて心を許すようになる。いわゆるツンデレであり、台詞も典型的なものばかりであった。目標は世界征服。身長に対してコンプレックスがあり、背丈は美夏と対して変わらない。
澤北 幸子（さわきた さちこ）
学年：3年3組（14巻）
裕人たちが3年に進級して同じクラスになった少女。明るくて社交的であり情報通。良子とは仲が良く、一部では「ダブル『澤』」と呼ばれて恐れられているらしい。春香の友人だった聖樹館女学院の3人とは同じボランティアサークルに所属しており、善意から彼女たちを春香と夏コミで引き合わせようとする。
佐々岡 修斗（ささおか しゅうと）
3年生。バスケ部の主将で、顔をプチ整形している。性格と女癖の悪さで有名で、春香に1度振られている。春香をかばって生徒たちからアキバ系扱いされることになった裕人に対して春香に近づかないよう警告するも、裕人への悪口に怒った春香に投げ飛ばされてしまい、以降は怖がって春香と裕人に近づかないようになる。アニメでは登場せず、役割は後述のアニメオリジナルキャラの小笠原孝に引き継がれている。
小笠原 孝（おがさわら たかし）
声 - 間島淳司
3年生。アニメオリジナルキャラクター。アニメでは登場しない佐々岡に代わって登場し、彼と同じ役割を担っている。裕人を非難したことで春香の怒りを買って投げ飛ばされてしまう。
住友 美弥（すみとも みや）
3年1組。文化祭ミスコンの出場者で、ミスコンでは日本舞踊を披露。前年度のミスコンにて準グランプリを獲得している。
織川 巴（おりかわ ともえ）
3年2組。文化祭ミスコンの出場者で、ミスコンではテーブルマジックを披露。「騒擾の織姫」の名を持つ。
星屑守護親衛隊（インペリアル・ガード）
学園内における春香のファンクラブ。会員数が3桁に達するほどの集団で、春香と仲良くする裕人を目の敵にしている。
田鍋 繁夫（たなべ しげお）
2年1組の担任で、担当は世界史。独身で、夏休みの間に受けた101回目の見合いに失敗し、傷心から旅に出てしまう。

### 天王寺家関係者
四大名家の一つで、「東の乃木坂家」に対して「西の天王寺家」と並び称される。
綾瀬 裕人
本来は部外者だが、一時的とはいえ冬華付きの執事として仕えていた為、外部からは関係者と見なされている。
詳細は#主要キャラクターを参照。
天王寺 冬華
詳細は#白城学園関係者を参照。
小犬川 無道（こいぬがわ むどう）
声 - 岐部公好
天王寺家の執事長。街頭で執事の募集をしていた際に、アルバイトを探していた裕人を採用する。手間のかかる冬華の執事をやることになった裕人に対して何らかの期待をしていたようである。
天王寺 天膳（てんのうじ てんぜん）
天王寺家の前当主で、既に故人。冬華は「妖怪クソジジイ」と呼んでいた。147歳で大往生を遂げ、それが親族間によるその後の相続問題を引き起こしている。
天王寺 雪月花（てんのうじ せつげつか）
声 - 内山夕実
天王寺家の元第一位継承候補者。春香と同じ聖樹館女学院の元生徒で、当時は「聖樹館の女帝」と称されていた。自分に従わない人間は徹底的に排除する傲慢な性格だが冬華の前では赤子同然に大人しくなってしまう。誰からも愛される春香を唯一目の敵にした人物で、中学時代に学校で春香の趣味が露見した際に彼女を疎外するよう他の生徒たちに圧力をかけて春香にトラウマを植え付けた元凶。

### 私立双葉女学院関係者
約80年の歴史を持つミッション系のお嬢様学校で、美夏たちが在籍している。
乃木坂 美夏
双葉女学院中等部2年紫陽花組所属。現役の生徒会長で、「現代舞台芸術文化研究部」所属。詳細は#主要キャラクターを参照。
塔ヶ崎 エリ（とうがさき エリ）
声 - 豊崎愛生
双葉女学院中等部2年紫陽花組で、美夏のクラスメイト。「現代舞台芸術文化研究部」およびラクロス部所属で、両方の部で部長を務める。真面目な性格で、演技やラクロスに対して真剣に向き合う。何か起きたらすぐに自分を責めるなど、何かと春香に似ている一面を持つ。長身で中学生とは思えないほど落ち着いた物腰を大人びた雰囲気を持つ。自分たちのために親身になる裕人に好意を持つようになり、出会った頃は“失礼に当たる”として呼ばなかったが、廃部のかかったラクロス部の一件以降は裕人を「おにーさん」と呼ぶようになっている。意外にも遊園地の絶叫マシンが大好きな一面を持つ。乃木坂、天王寺、鹿王院と並ぶ四大名家の一つである塔ヶ崎家の令嬢。
初瀬 光（はつせ ひかり）
声 - 悠木碧
双葉女学院中等部2年紫陽花組で、美夏のクラスメイト。「現代舞台芸術文化研究部」部員。溌剌とした性格で、ノリは美夏に似ており、さらりときついことを言う。裕人を「おにーさん」と呼ぶ。
藤ノ宮 美羽（ふじのみや みう）
声 - 日高里菜
双葉女学院中等部2年紫陽花組で、美夏のクラスメイト。「現代舞台芸術文化研究部」部員。のんびりしているが、美夏や光に似た性格で甘いことを言う。美夏達と同じく、裕人を「おにーさん」と呼ぶ。
大奥 まどか（おおおく まどか）
声 - 足立友
双葉女学院の教師。現在32歳の独身。美夏からは「教職と神様に人生を全部捧げている」と言われるほどの堅い性格で、典型的なお局様タイプ。ヨガが趣味で、ホットヨガ部の顧問を務める。
双葉女学院の警備員
屈強な肉体の持ち主たちで、美夏に呼ばれて来校した裕人を一方的に不審者扱いし、2度も事務所に引っ張り込んで尋問を与えた。アニメでは未登場。

### スリーピースプロダクション関係者
人気ボーカリストの姫宮みらんが所属する芸能プロダクション。
姫宮 みらん（ひめみや みらん）
声 - 生天目仁美
作中に登場する人気グループ「チョコレートロッカーズ」のボーカリスト。スリーピースプロダクション所属。傍若無人唯我独尊そのままの性格で、裕人曰く「言動は天王寺冬華と同じかそれ以上」のいわゆるツンデレ。正月に茅原に追いかけられている所を裕人と春香に出会い、その後事務所で再会した裕人をマネージャー代わりに連れ回したり、春香がアイドルに仕立て上げられようとしていることで戸惑う裕人に「自分の気持ちに素直になれ」と忠告したりしている。弥生の性質の悪い本性を知っており、その台詞からも、みらんもまた弥生によって強引にボーカリストにデビューさせられたらしい。
アニメではオープニングテーマを歌ったり、第1期の時点で劇中の背景映像・ポスターといったところに頻繁に登場し、本編には第2期に登場。
茅原 弥生（かやはら やよい）
声 - 日笠陽子
芸能プロダクション・スリーピースプロダクションのチーフマネージャー。一見人畜無害で気の弱そうなおどおどした態度をしているが、マネージャーとしての信念は強い。ところが、裕人曰く「善意の押し付け」で自らの価値観を本人や他者の意思を無視して強要する傾向が強く、目的達成のためならば手段を一切選ばないというタチの悪い本性を持っている。
小早川 希美（こばやかわ のぞみ）
声 - 菊池こころ
芸能プロダクション・スリーピースプロダクションのマネージャーで茅原の後輩。
岩城 つかさ（いわき つかさ）
芸能プロダクション・スリーピースプロダクションの専任教師。いかつい中年男性だが女性のような言動を振る舞い、男色趣味である。
野乃原 野乃（ののはら のの）
芸能プロダクション・スリーピースプロダクションに所属する練習生。同じ事務所のみらんの後輩で、真尋のクラスメイト。真尋から裕人のことを聞かされており、彼女も裕人を慕っている。アニメでは未登場。

### 七城旅館関係者
七城旅館（ななしろりょかん）は京都にある老舗の旅館で、那波の家で代々経営されている。那奈瀬が現在女将を務めているが、将来は那波が継ぐことが決定づけられていた。
七城 那波
七城旅館の跡取り娘で、現在は「修行」の一環で乃木坂家でメイドをしている。詳細は#乃木坂家メイド隊を参照。
七城 那奈瀬（ななしろ ななせ）
声 - 櫻井智
那波の母で、「七城旅館」の女将。那波の今後について考えており、那波の本当の気持ちを知る為に病気を装い、その様子を陰から窺っていた。秋穂同様に若い容姿をしている。
八千代 日菜（やちよ ひな）
声 - 中原麻衣
「七城旅館」の番頭。那波の幼馴染みで、彼女のことを大切に想っている。乃木坂メイド隊とは別方向で彼女達に匹敵するほどのスペックを持っていて、旅館内に実際いる客の人数を完全に把握している。

### 天宮家関係者
椎菜を始めとした6人妹弟の大家族。小樽の自宅には薙刀道場がある。修学旅行中に兄弟たちに見つかった椎菜は裕人とともに一時帰省することになる。アニメでは登場はしなかったものの、椎菜の部屋に家族全員が写った写真がある。
天宮 椎菜
天宮家長女。詳細は#主要キャラクターを参照。
天宮 好幸（あまみや よしゆき）
椎菜の父。現在は単身赴任中で、後に白城学園に転入した椎菜と2人暮らし。日頃から多忙らしく、椎菜とはあまり一緒に過ごしていないようである。玄冬とは対照的な、穏やかな性格である。
天宮 百合恵（あまみや ゆりえ）
椎菜の母。年齢は本人曰く「秘密」。
天宮 悠里（あまみや ゆうり）
天宮家次女。15歳で高校1年生。椎菜がそのまま小さくなってロングヘアになったような容姿。裕人を「王子様」と呼んでいる。
天宮 幸一（あまみや こういち）
天宮家長男。14歳で中学2年生。
天宮 三葉（あまみや みつば）
天宮家三女。12歳。東京に憧れを抱いている。
天宮 義男（あまみや よしお）
天宮家次男。10歳。
天宮 菜々子（あまみや ななこ）
天宮家四女。7歳で小学1年生。大人しくて人見知りだが、初対面の裕人に懐く。
椎菜の祖父
本名不明。原作未登場。薙刀術「天宮神灯流」の師範で、椎菜も祖父から教わっている。

### 主要キャラの知人
朝倉 真尋（あさくら まひろ）
信長の妹。信長曰く「方向音痴に加えて絶望的に運が悪い」せいか、（第14巻時点では）未だに声でしか登場していない。信長を「バカ兄貴」、裕人を「裕にぃ」と呼ぶ。信長のオタク趣味には辟易しているようだが、裕人のことは慕っている。
市ノ瀬 華（いちのせ はな）
椎菜の小樽での中学時代の友人。修学旅行中の椎菜と再会する。美夏や良子に通じる性格の「小樽仕様ツインテール」で、実際に良子とすぐに親密になる。
立野 舞葉（たての まいは）
椎菜の小樽での中学時代の友人。修学旅行中の椎菜と再会する。
平城山 芳香（ならやま よしか） / 柏原 有佳（かしわばら ゆか） / 大和小泉 桃花（やまとこいずみ ももか）
声 - 佐倉綾音（芳香） / 瀬戸麻沙美（有佳） / 種田梨沙（桃花）
春香の聖樹館女学院時代の友人。学校で春香の趣味が露見した際、天王寺雪月花の圧力に屈して春香を疎外してしまったことに罪悪感を抱いている。

### その他の人物
北風 美南（きたかぜ みなみ）
同人サークル「えいりあんvsちょこれーとぱふぇ」を主催する女性。信長とは知人で、冬コミでサークル参加の手伝いに来た裕人と春香に当日の活動内容を説明した。
高天原 小夜（たかまがはら さよ）
鹿王院家の筆頭メイドで、メイド×執事親睦会では司会を担当した。
アニメでは親睦会の会場が鹿王院家から乃木坂家に変更になったため未登場。
豊平 美郷（とよひら みさと）
豊平牧場の従業員。牧場に訪れた裕人たち修学旅行の生徒たちを案内した。
シュート・サザーランド
声 - 間島淳司
春香の誕生パーティーの招待客の1人でサザーランド家の御曹司の金髪美少年。常に4人の取り巻きの美少年を連れている。キザな性格と裕人のような庶民や執事・メイドなど自分より地位の低い人間に対して見下した態度を取る嫌な性格で自らは父親を宛てにしているすねかじりであるのだが、その自覚は全くない。春香の誕生日パーティーやメイド×執事親睦会で度々問題を起こしては、父の逆鱗に触れている。
コネリー・サザーランド
声 - 谷口節
シュートの父で、サザーランドグループの会長。マフィアのボスを思わせる風貌をしている。王季の真の姿を知る数少ない人間の1人で、息子と比べるとまともな人間性の持ち主。当初は息子のシュートを甘やかしつつあったが、王季に無礼な態度をとったシュートに激怒し、この一件をきっかけに息子に対して厳しくなった。
アニメでのEDクレジットでは「シュート父」となっている。
東真宮 玲一（ひがしまみや れいいち）
東真宮家の後継者であり、常に執事の東郷を連れている美少年。秋穂とパーティーで知り合って以降、何度も求婚のために乃木坂家を訪問する。性格はシュートに似て横柄であり、自分より地位が低いメイドの葉子を蔑むため、秋穂からは嫌われている。また、自分の欲望のためには手段を選ぼうとしない。

#### 実在の人物
しゃあ
人気同人サークル「ねこバス亭」の作家の成年男性。名前の通り、当作品のイラストレーターであるしゃあ本人をモデルとしている。
能登 麻美子（のと まみこ）
声 - 能登麻美子
N'sのメンバーの一人で、原作での作中作品「ノクターン女学院ラクロス部」で声優を務めている。
名前の通り、春香役の能登麻美子本人をモデルとしており、裕人曰く春香と声が似ており、雰囲気もどこか似ていると言われている。
後藤 麻衣（ごとう まい）
声 - 後藤麻衣
N'sのメンバーの一人で、原作での作中作品「ノクターン女学院ラクロス部」で声優を務めている。その名の通り、後藤麻衣本人がモデルで、声・キャラとも美夏に似ている。
清水 香里（しみず かおり）
声 - 清水香里
N'sのメンバーの一人で、原作での作中作品「ノクターン女学院ラクロス部」で声優を務めている。
植田 佳奈（うえだ かな）
声 - 植田佳奈
N'sのメンバーの一人で、原作での作中作品「ノクターン女学院ラクロス部」で声優を務めている。那波からは超人気美人声優と評されている。
佐藤 利奈（さとう りな）
声 - 佐藤利奈
N'sのメンバーの一人で、原作での作中作品「ノクターン女学院ラクロス部」で声優を務めている。
松来 未祐（まつき みゆ）
N'sのメンバーの一人で、原作での作中作品「ノクターン女学院ラクロス部」で声優を務めている。その名の通り、松来未祐本人がモデル。春香も松来のデビュー当時からのファンである。松来自身はドジっ娘アキちゃん役と上代由香里役を担当している為、声が似ていたりするが永遠の17歳を自称している彼女とは違い、自身の年齢を公表している。
ポリーニ
原作に登場するクラシック音楽界屈指の名ピアニスト。
モデルはマウリツィオ・ポリーニ。乃木坂家と交流がある模様。
五十嵐 雄策（いがらし ゆうさく）
声 - 五十嵐雄策
夏コミで会った小説家の青年。夏コミでは小説を売った。

### ゲームオリジナルキャラクター
ゲーム「乃木坂春香の秘密 こすぷれ、はじめました♥」及び「乃木坂春香の秘密 同人誌はじめました♥」に登場するオリジナルキャラクター。
小樽 利緒（おたる りお）
声 - 井口裕香
北海道出身。椎菜の小学校時代のクラスメートで友人。現在は信長に匹敵するほどのアキバ系でコスプレイベントも主催している。
深山 彩音（ふかやま あやね）
声 - 釘宮理恵
信長・利緒の友人で、コスプレイヤー。コスチュームショップでアルバイト店員をしている。普段はおとなしい性格だが、コスプレをするとそのキャラになりきってしまい、性格も激変する。
長谷部 隼人（はせべ はやと）
声 - 千葉進歩
メディア王の子息。乃木坂家とは昔から顔なじみ。最近は、玄冬と仕事の取引関係にある。一見すれば人畜無害な好青年に見えるが内心では他の男同様、春香を自分の物にしようと狙っている。
長谷部 俊治（はせべ しゅんじ）
声 - 千葉進歩
「同人誌はじめました♥」で登場。長谷部隼人の身内で容姿や声も似ているが彼とは違いアキバ系で壁クラスの大手サークルで人気のある同人作家であるが傲慢な態度から周囲の評判は悪い。

## 用語
イノセント・スマイル
本編に登場するマンガ雑誌で、代表作には「はにかみトライアングル」や「ノクターン女学院ラクロス部」などが掲載されている。創刊時には些細だが社会現象になった有名な雑誌で、春香がアキバ系になる要因となった本である。白城学園の図書室にも信長の強い要望で入荷されており、それを春香が借りたことで裕人は春香の秘密を知ることになった。
PTA（ポータブル・トイズ・アドバンス）
春香が祐人と秋葉原に初めて行った際に買おうとしていた最新携帯型ゲーム機。春香が欲しかったのは限定版のシルバーモデルで、相当な人気があり買うのを後回しにしていたため売り切れてしまった。原作のイラストではゲームボーイに酷似したデザインである（漫画版ではニンテンドーDSと酷似している）。
なお、アニメではPDS（ポータブル・ドリーム・ステーション）というゲーム機に変更。
キャロット・キュロット
秋葉原にあるメイド喫茶。メイド店員はネコミミを着用している。興味を持っていた春香が裕人と共に来店した。本来撮影禁止であるが、春香が写真を撮らせてもらおうとメイドに頼み込んだところ、春香に惚れ込んでしまったメイドが店長の許可の上で、店の奥で一緒に写真を撮ることになった。後に、春香の誕生日プレゼントを買いに行くことになった裕人が美夏と一緒に来店し、裕人の顔を覚えていたメイドが美夏にも惚れてしまい、一緒に写真を撮ることになった。
聖樹館女学院（せいじゅかんじょがくいん）
幼稚園から大学までエスカレータ式に進学するお嬢様学校で、通称「聖女」。春香が中学まで通っていた学校である。
四大名家
東の乃木坂（のぎざか）、西の天王寺（てんのうじ）、塔ヶ崎（とうがさき）、鹿王院（ろくおういん）の4つの家を指す。
ハッピースプリング島（ハッピースプリングとう）
乃木坂玄冬が娘の春香の17歳の誕生日のためだけに、周囲50 ㎞の領海と共に買い取った赤道近くの元無人島。島主は贈られた春香。島の中心には西洋風の大きな城があるが、これも島の名前と同じく玄冬によるもの。
日本から「冬将軍」で2時間15分ぐらいの距離（現地では時差があるため裕人たちが到着した当時の所要時間は1時間程度）。
レインボウスネイク
ハッピースプリング島の海域に生息していた幻の巨大魚。体長は10 m近く。その鱗は七色に輝き、特殊なかえしになっている釣針でなければ釣れない。17歳の誕生日にこれを贈られた者は、末永く幸せになれるとの伝説がある。
乃木坂王季が孫娘の春香の17歳の誕生日に贈った。原作では料理されたが、アニメ第1期最終回では水槽の中を泳いでいた。
@ほぉ〜むカフェ
秋葉原にある実在のメイド喫茶で、業界でも最大手の会社。クリスマスプレゼントを買うために春香がこの店でアルバイトをすることになり、裕人は美夏たちに連れられ、変装して来店した。
アニメでは別記の「キャロット・キュロット」に代わり、実名で登場。春香はメイドたちの頼みでメイド服を着用することになり、その恰好で一緒に写真を撮ることになった。
レッサーパンダの穴
乃木坂家メイド隊の養成機関。
黄瀬岬（おうせみさき）
初日の出の穴場スポット。神社の分社である小さな祠が設置され、縁結びと安産を司る神が祀られている。一緒に初日の出を見たカップルが口づけをすることで結ばれるという言い伝えがある。若き日の玄冬と秋穂もこの場所を訪れている。
新春メイド×執事合同親睦会
「世界メイド執事連合協会東日本支部（略称WMBO）」というメイドや執事の互助組織が年に一度開催している、全国のメイドと執事を集めて行われるパーティーの名称。本物のメイドと執事のみが参加許可を得ており、仮にそのメイドや執事の主人であろうとその会に参加することは不可能となっている。会場は毎年四大名家で持ち回り制になっている。天王寺家に専属執事として働いた裕人もWMBOに登録されている為、参加許可が得られている。隠し芸披露やビンゴ大会も行われ、ビンゴの景品は全て主人の為にあるような扱いではあるものの、かなり豪華な物が揃っている。
なお、アニメではパーティー名と組織名が「メイド×執事合同忘年会」と「世界メイド執事連合協会」に変更されている。また、原作では会場が鹿王院家であったのに対し、アニメでは乃木坂家が会場となっている。ちなみにアニメでは葉月の言葉より「第59回」とのこと。
豊平牧場（とよひらぼくじょう）
北海道の厚岸近辺にある牧場で、裕人たちが修学旅行での体験学習で訪問し、そこで一泊することになった。「モ〜モ〜ミルク」の生産で有名で、経営不振の時期もあったが冬華の援助で持ち直している。
モ〜モ〜ミルク
豊平牧場で生産されている、カルシウム含有率が通常の2倍とされている牛乳。「モ〜モ〜・ミルク 天然生乳成分100%」の商品名で販売されており、美夏や冬華のお気に入り。当たりクジで「も〜も〜・がうん」という仔牛柄のガウンが貰える。

## 既刊一覧

### 小説
- 五十嵐雄策（著）・しゃあ（イラスト） 『乃木坂春香の秘密』 メディアワークス→アスキー・メディアワークス〈電撃文庫〉、全16巻
  1. 2004年10月25日初版発行（10月10日発売[15]）、ISBN 4-8402-2830-2
  2. 2005年6月25日初版発行（6月10日発売[16]）、ISBN 4-8402-3059-5
  3. 2005年12月25日初版発行（12月10日発売[17]）、ISBN 4-8402-3234-2
  4. 2006年6月25日初版発行（6月10日発売[18]）、ISBN 4-8402-3447-7
  5. 2006年12月25日初版発行（12月10日発売[19]）、ISBN 4-8402-3634-8
  6. 2007年6月25日初版発行（6月10日発売[20]）、ISBN 978-4-8402-3880-9
  7. 2007年12月25日初版発行（12月10日発売[21]）、ISBN 978-4-8402-4115-1
  8. 2008年7月10日初版発行（同日発売[22]）、ISBN 978-4-04-867127-9
  9. 2008年12月10日初版発行（同日発売[23]）、ISBN 978-4-04-867419-5
  10. 2009年6月10日初版発行（同日発売[24]）、ISBN 978-4-04-867841-4
  11. 2009年12月10日初版発行（同日発売[25]）、ISBN 978-4-04-868198-8
  12. 2010年7月10日初版発行（同日発売[26]）、ISBN 978-4-04-868651-8
  13. 2010年12月10日初版発行（同日発売[27]）、ISBN 978-4-04-870126-6
  14. 2011年7月10日初版発行（同日発売[28]）、ISBN 978-4-04-870594-3
  15. 2012年1月10日初版発行（同日発売[29]）、ISBN 978-4-04-886253-0
  16. 2012年7月10日初版発行（同日発売[30]）、ISBN 978-4-04-886626-2

### 漫画
- 五十嵐雄策（原作）・しゃあ（キャラクターデザイン）・深山靖宙（作画） 『乃木坂春香の秘密』 メディアワークス→アスキー・メディアワークス〈電撃コミックス〉、全4巻
  1. 2007年11月15日初版発行（10月27日発売[31]）、ISBN 978-4-8402-4093-2
  2. 2008年8月27日初版発行（同日発売[32]）、ISBN 978-4-04-867252-8
  3. 2009年11月27日初版発行（同日発売[33]）、ISBN 978-4-04-868249-7
  4. 2010年9月27日初版発行（同日発売[34]）、ISBN 978-4-04-868988-5

### 関連書籍
- 電撃文庫編集部（編） 『乃木坂春香ガ全テ』 アスキー・メディアワークス、2009年11月20日初版発行（同日発売[35]）、ISBN 978-4-04-868231-2
  - 原作・アニメ・ゲーム等の設定やストーリー等を網羅したガイドブック。

### 雑誌付録
- 『電撃文庫MAGAZINE Vol.2 2008年7月号』 アスキー・メディアワークス、2008年7月1日発行（6月10日発売）
  - 特別付録として文庫本サイズの小冊子で、完全書き下ろし「みなとみらいにっき♥」と加筆修正された「はっぴぃ・すぷりんぐ・ば〜すでぃ♥」[注 7]の2話が収録された「電撃文庫まるごと1冊 乃木坂春香の秘密」がつく。
- 『電撃文庫MAGAZINE Vol.10 2009年11月号』 アスキー・メディアワークス、2009年11月1日発行（10月10日発売）
  - 付録として春香の人形が付いてくる。

### 文庫未収録作品
- 「浴衣でみっかみか♥」（電撃文庫MAGAZINE2008年11月号増刊「とらドラvs禁書目録」内に収録。アニメ第1期第8話の内容を原作者による書き下ろし）

## ラジオドラマ・CDドラマ
2007年10月27日より『電撃大賞』内にて全4回のラジオドラマが放送された。
2008年3月10日、新録を含めたCD『乃木坂春香の秘密』（MNCA-9023 メディアワークス）が発売された。放送された話に改変を加えた2話と新作1話を収録。限定通販された初回分には、乃木坂大明神・葉月さんの特製おみくじ、書き下ろし小説「桜坂葉月の秘密」等の特典が付属された。

## アニメ
第1期『乃木坂春香の秘密』
2008年7月から9月まで放送された。全12話。テレビでの放映終了後、バンダイチャンネルにてネット配信が行われている。
第2期『乃木坂春香の秘密 ぴゅあれっつぁ♪』
電撃の缶詰2009年2月版でアニメ第2期『乃木坂春香の秘密 ぴゅあれっつぁ♪』の製作決定が発表され、2009年10月から12月まで放送された。全12話。
第2期タイトルの「ぴゅあれっつぁ (purezza)」とは、イタリア語で「清純」という意味。
OVA『乃木坂春香の秘密 ふぃな〜れ♪』
2012年8月29日の第1巻発売を皮切りに4ヶ月連続でリリースされた。全4巻。
それに先駆けて、各話の発売前にTOKYO MXとAT-Xで放送された。

### スタッフ
|                         | 第1期                           | 第2期                                           | OVA                                         |
| ----------------------- | ------------------------------- | ----------------------------------------------- | ------------------------------------------- |
| 原作                    | 五十嵐雄策                      | 五十嵐雄策                                      | 五十嵐雄策                                  |
| 監督                    | 名和宗則                        | 名和宗則                                        | 名和宗則                                    |
| シリーズ構成 ・シナリオ | 玉井☆豪                         | 玉井☆豪                                         | 玉井☆豪                                     |
| キャラクター原案        | しゃあ                          | しゃあ                                          | しゃあ                                      |
| キャラクターデザイン    | 石野聡                          | 石野聡                                          | 石野聡                                      |
| 総作画監督              | 石野聡、浜津武広、石川雅一      | 石野聡、浜津武広、石川雅一                      | 小池智史 本多美乃                           |
| 総作画監督              | 小原充                          | N/A                                             | 小池智史 本多美乃                           |
| プロップデザイン        | 石川雅一                        | 夘野路子                                        | N/A                                         |
| 美術監督                | 春日礼児                        | 春日礼児                                        | 舘藤健一                                    |
| カラーコーディネイト    | 海鋒重信                        | 海鋒重信                                        | 海鋒重信                                    |
| 撮影監督                | 中西康祐                        | 中西康祐                                        | 中西康祐                                    |
| 編集                    | 小島俊彦                        | 小島俊彦                                        | 小島俊彦                                    |
| 編集                    | N/A                             | 三宅圭貴                                        | N/A                                         |
| 音響監督                | 岩浪美和                        | 岩浪美和                                        | 岩浪美和                                    |
| 音楽                    | 渡辺剛                          | 渡辺剛                                          | 渡辺剛                                      |
| 音楽制作                | ミュージックブレインズ          | N/A                                             | ミュージックブレインズ                      |
| プロデューサー          | 中山信宏、和田敦、三木一馬      | 中山信宏、和田敦、三木一馬                      | 中山信宏、和田敦、三木一馬                  |
| プロデューサー          | 斎藤朋之、武智恒雄              | 斎藤朋之、武智恒雄                              | 服部健太郎 福田順、藤田敏                   |
| プロデューサー          | 池田慎一、濱田直樹              | 納谷僚介、川村仁                                | 服部健太郎 福田順、藤田敏                   |
| プロデュース            | 川瀬浩平、里見哲朗、小山直子    | 川瀬浩平、里見哲朗、小山直子                    | 川瀬浩平、里見哲朗、小山直子                |
| プロデュース            | N/A                             | N/A                                             | 上田耕行                                    |
| アニメーション制作      | ディオメディア                  | ディオメディア                                  | ディオメディア                              |
| 製作                    | 『乃木坂春香の秘密』 製作委員会 | 『乃木坂春香の秘密 ぴゅあれっつぁ♪』 製作委員会 | 『乃木坂春香の秘密 ふぃな〜れ♪』 製作委員会 |

### 主題歌
第1期
オープニングテーマ「とまどいビターチューン」（第1話 - 第11話）
作詞 - くまのきよみ / 作曲・編曲 - 渡辺剛 / 歌 - 姫宮みらんとチョコレートロッカーズ（生天目仁美）
エンディングテーマ「ひとさしゆびクワイエット!」※第12話のみフルバージョンで使用
作詞 - くまのきよみ / 作曲・編曲 - 渡辺剛 / 歌 - N's（能登麻美子×後藤麻衣×清水香里×植田佳奈×佐藤利奈）
当初は「NG5」と命名される予定であったが、同名の声優ユニットがかつて存在したため「N's」となる。
第2期
オープニングテーマ「挑発Cherry Heart」（第1話 - 第11話）
作詞 - くまのきよみ / 作曲 - 若林充 / 編曲 - 草野よしひろ / 歌 - 姫宮みらんとチョコレートロッカーズ（生天目仁美）
エンディングテーマ「秘密推奨!うるとLOVE」
作詞 - くまのきよみ / 作曲・編曲 - 三浦誠司 / 歌 - N's（能登麻美子×後藤麻衣×清水香里×植田佳奈×佐藤利奈）
エンディング曲には5人の声優それぞれにソロの部分がある。特にエンディングアニメの最初（曲の最初）では、その時歌っている声優が担当しているキャラクターが歌っているアニメーションが表示されている。なお、このことはDVD第1巻で羽多野渉と能登麻美子によるオーディオコメンタリーなどでも言及されている。
OVA
オープニングテーマ「ハッピィエンドは秘密（ひみちゅ）」
作詞 - くまのきよみ / 作曲 - 渡辺剛 / 歌 - N's（能登麻美子×後藤麻衣×清水香里×植田佳奈×佐藤利奈＋生天目仁美）
エンディングテーマ「バイバイ☆大作戦」
作詞 - くまのきよみ / 作曲・編曲 - 三浦誠司 / 歌 - N's（能登麻美子×後藤麻衣×清水香里×植田佳奈×佐藤利奈＋生天目仁美）

### 評価
「2008年度読者が選ぶアニメキャラ大賞」では乃木坂春香が2部門でトップ10入り（「かわいかったDE賞」10位、「美しかったDE賞」8位）している。

### 挿入歌
| 話数                                      | 曲名                                                   | 作詞                      | 作曲                      | 編曲                      | 歌手                                             |
| 第1期『乃木坂春香の秘密』                 | 第1期『乃木坂春香の秘密』                              | 第1期『乃木坂春香の秘密』 | 第1期『乃木坂春香の秘密』 | 第1期『乃木坂春香の秘密』 | 第1期『乃木坂春香の秘密』                        |
| ----------------------------------------- | ------------------------------------------------------ | ------------------------- | ------------------------- | ------------------------- | ------------------------------------------------ |
| 1・2・9                                   | ときめき♥フォルテッシモ                                | うらん                    | 大久保薫                  | 大久保薫                  | ドジっ娘アキちゃん（松来未祐）                   |
| 2                                         | びんかんサラリーマンのうた                             | おかゆまさき              | 高木隆次                  | 高木隆次                  | 敏感一郎（岩田光央）                             |
| 2                                         | しゅーてぃんすたー☆                                    | 桃井はるこ                | Funta                     | Funta                     | 桃井はるこ                                       |
| 2                                         | エプロンだけは取らないで!                              | くまのきよみ              | 渡辺剛                    | 渡辺剛                    | ゆい（喜多村英梨）                               |
| 4                                         | 緋色の空                                               | 川田まみ                  | 中沢伴行                  | 中沢伴行・尾崎武士        | 川田まみ                                         |
| 6                                         | 緋色の空                                               | 川田まみ                  | 中沢伴行                  | 中沢伴行・尾崎武士        | 川田まみ                                         |
| 10・11                                    | Le Secret ‐ル・スクレ‐                                 | くまのきよみ              | 三浦誠司                  | 斎藤あきら                | 乃木坂春香（能登麻美子）                         |
| 10                                        | 妹…ですけどっ!                                         | くまのきよみ              | 三浦誠司                  | 三浦誠司                  | 乃木坂美夏（後藤麻衣）                           |
| 10                                        | 背中に投げたラブレタァ                                 | くまのきよみ              | 三浦誠司                  | 三浦誠司                  | 天宮椎菜（佐藤利奈）                             |
| 10                                        | ご奉仕いんすぱいぁ                                     | くまのきよみ              | 三浦誠司                  | 草野よしひろ              | 桜坂葉月&七城那波（清水香里&植田佳奈）           |
| 第2期『乃木坂春香の秘密 ぴゅあれっつぁ♪』 |                                                        |                           |                           |                           |                                                  |
| 1・2・11                                  | 風になれ! Lacrosse Heart! -ノクターン女学院ラクロス部- | くまのきよみ              | 三浦誠司                  | 三浦誠司                  | 姫宮みらんとチョコレートロッカーズ（生天目仁美） |
| 4                                         | 4989 09（四苦八苦レスキュー）                          | くまのきよみ              | 大久保薫                  | 大久保薫                  | N's starring 植田佳奈&後藤麻衣&清水香里          |
| 4                                         | 妹…ですけどっ!                                         | くまのきよみ              | 三浦誠司                  | 三浦誠司                  | 乃木坂美夏（後藤麻衣）                           |
| 4                                         | Le Secret -ル・スクレ-                                 | くまのきよみ              | 三浦誠司                  | 斎藤あきら                | 乃木坂春香（能登麻美子）                         |
| 5                                         | したい!なりたい!乃木坂メイド隊                         | くまのきよみ              | 三浦誠司                  | 三浦誠司                  | 桜坂葉月&七城那波（清水香里&植田佳奈）           |
| 6                                         | とまどいビターチューン                                 | くまのきよみ              | 渡辺剛                    | 渡辺剛                    | 姫宮みらんとチョコレートロッカーズ（生天目仁美） |
| 6・9・10                                  | 挑発Cherry Heart                                       | くまのきよみ              | 若林充                    | 草野よしひろ              | 姫宮みらんとチョコレートロッカーズ（生天目仁美） |
| 11                                        | I Sing                                                 | くまのきよみ              | 渡辺剛                    | 渡辺剛                    | 姫宮みらんとチョコレートロッカーズ（生天目仁美） |

### 各話リスト
| 話数                                      | サブタイトル                  | 絵コンテ                  | 演出                      | 作画監督                                                |                           |
| 第1期『乃木坂春香の秘密』                 | 第1期『乃木坂春香の秘密』     | 第1期『乃木坂春香の秘密』 | 第1期『乃木坂春香の秘密』 | 第1期『乃木坂春香の秘密』                               | 第1期『乃木坂春香の秘密』 |
| ----------------------------------------- | ----------------------------- | ------------------------- | ------------------------- | ------------------------------------------------------- | ------------------------- |
| 1                                         | もう、ダメです…               | 名和宗則                  | 名和宗則                  | 石野聡                                                  |                           |
| 2                                         | 初めてなんです…               | 山本天志                  | 岡村正弘                  | 稲田真樹                                                |                           |
| 3                                         | おしまいです…                 | 山本天志 入江泰浩         | 荻原露光                  | 吉本拓二、長野路子                                      |                           |
| 4                                         | 変じゃないでしょうか…？       | 吉田英俊                  | 池畠博史                  | 飯田清貴                                                |                           |
| 5                                         | そんなに見られますと…         | 山本天志                  | 徳本善信                  | 小菅和久、川上暢彦                                      |                           |
| 6                                         | なつこみ…です                 | 大久保政雄                | 西川泰                    | 本田辰雄、福地和浩、飯田清貴                            |                           |
| 7                                         | …大好きなんです！             | 入江泰浩                  | 入江泰浩                  | 入江泰浩                                                |                           |
| 8                                         | …おに〜さん☆                  | 岡村正弘                  | 岡村正弘                  | 梶浦伸一郎、飯田清貴                                    |                           |
| 9                                         | 嬉しかったんです…             | 吉田英俊                  | 阿部伸司                  | 吉本拓二、浜津武広                                      |                           |
| 10                                        | 一緒に、いたいです…           | 宮崎なぎさ                | 荻原露光                  | 本田辰雄、飯田清貴、福地和浩                            |                           |
| 11                                        | …お待たせしました♪            | 山本天志                  | 守田芸成                  | 小菅和久、長野路子、石川雅一 浜津武広、石野聡           |                           |
| 12                                        | 秘密です！                    | 山本天志                  | 徳本善信                  | 小原充、石川雅一、吉本拓二 小菅和久、長野路子、浜津武広 |                           |
| 第2期『乃木坂春香の秘密 ぴゅあれっつぁ♪』 |                               |                           |                           |                                                         |                           |
| 1                                         | 一緒に、いきたいです……        | 名和宗則 浅野勝也         | 徳本善信                  | 小原充                                                  |                           |
| 2                                         | 入れてください……              | 山本天志                  | 中山敦史                  | 斉藤良成、佐々木貴宏                                    |                           |
| 3                                         | あっ、痛……                    | 稲垣隆行                  | 飯村正之                  | 小菅和久                                                |                           |
| 4                                         | 裕人さんのにおい…             | 所俊克                    | 所俊克                    | 尾崎正幸                                                |                           |
| 5                                         | …いい…                        | 吉田英俊                  | まつもとよしひさ          | 本多美乃                                                |                           |
| 6                                         | 身体が、熱いんです……          | 山本天志                  | 上田繁                    | 臼田美夫                                                |                           |
| 7                                         | 入っちゃったかも……            | 安濃高志                  | 中山敦史                  | 佐々木貴宏                                              |                           |
| 8                                         | してあげる……                  | 浅野勝也                  | 浅野勝也                  | 櫻井親良                                                |                           |
| 9                                         | 初体験です☆                   | 所俊克                    | 所俊克                    | 尾崎正幸                                                |                           |
| 10                                        | こんなことになっちゃって……    | 吉田英俊                  | 飯村正之                  | 小菅和久                                                |                           |
| 11                                        | 感じていたいです……            | 宮崎なぎさ                | 中山敦史                  | 藤原利恵、神垣弥生、小原充                              |                           |
| 12                                        | 約束です♪                     | 山本天志                  | 所俊克                    | 村山公輔、本多美乃                                      |                           |
| OVA『乃木坂春香の秘密ふぃな〜れ♪』        |                               |                           |                           |                                                         |                           |
| 1                                         | また素敵な思い出ができました♪ | 山本天志                  | 所俊克                    | 橋口隼人、冨谷美香                                      |                           |
| 2                                         | 大好きです☆                   | 宮崎なぎさ                | 所俊克                    | 櫻井司、尾崎正幸                                        |                           |
| 3                                         | 私は、アニメが大好きです！    | 所俊克                    | 所俊克                    | 森出剛、福島豊明                                        |                           |
| 4                                         | 二人だけの秘密、です☆         | 山本天志                  | 所俊克                    | 本多美乃、小菅和久                                      |                           |

### 放送局
| 放送地域           | 放送局             | 放送期間                 | 放送日時           | 放送系列         | 備考                                                          |
| 第1期              | 第1期              | 第1期                    | 第1期              | 第1期            | 第1期                                                         |
| ------------------ | ------------------ | ------------------------ | ------------------ | ---------------- | ------------------------------------------------------------- |
| 千葉県             | チバテレビ         | 2008年7月10日 - 9月25日  | 木曜 26:00 - 26:30 | 独立UHF局        |                                                               |
| 神奈川県           | tvk                | 2008年7月10日 - 9月25日  | 木曜 26:15 - 26:45 | 独立UHF局        |                                                               |
| 埼玉県             | テレ玉             | 2008年7月12日 - 9月27日  | 土曜 25:30 - 26:00 | 独立UHF局        |                                                               |
| 近畿広域圏         | 読売テレビ         | 2008年7月14日 - 9月29日  | 月曜 26:39 - 27:09 | 日本テレビ系列   | 製作委員会参加 『MONDAY PARK』第2部                           |
| 中京広域圏         | 中京テレビ         | 2008年7月16日 - 10月1日  | 水曜 27:14 - 27:44 | 日本テレビ系列   |                                                               |
| 日本全域           | AT-X               | 2008年7月22日 - 10月7日  | 火曜 9:30 - 10:00  | アニメ専門CS放送 | リピート放送あり                                              |
| 日本全域           | GYAO!              | 2008年9月12日 - 10月31日 | 金曜 12:00 更新    | ネット配信       | 9月12日から第1話 - 第6話を配信 9月17日から毎週1話配信         |
| 第2期              |                    |                          |                    |                  |                                                               |
| 近畿広域圏         | 読売テレビ         | 2009年10月5日 - 12月21日 | 月曜 26:14 - 26:44 | 日本テレビ系列   | 製作委員会参加 『MONDAY PARK』第2部 第2話までは26:29 - の放送 |
| 東京都             | TOKYO MX           | 2009年10月5日 - 12月21日 | 月曜 26:30 - 27:00 | 独立UHF局        |                                                               |
| 日本全域           | AT-X               | 2009年10月6日 - 12月22日 | 火曜 22:00 - 22:30 | アニメ専門CS放送 | 製作委員会参加 リピート放送あり                               |
| 神奈川県           | tvk                | 2009年10月6日 - 12月22日 | 火曜 25:45 - 26:15 | 独立UHF局        |                                                               |
| 日本全域           | バンダイチャンネル | 2009年10月7日 - 12月23日 | 水曜 12:00 - 12:30 | ネット配信       | 第1話は継続的に無料 第2話以降は1週間限定無料                  |
| OVA 第1話 先行放送 |                    |                          |                    |                  |                                                               |
| 東京都             | TOKYO MX           | 2012年8月16日            | 木曜 25:00 - 25:30 | 独立局           |                                                               |
| 日本全域           | AT-X               | 2012年8月19日            | 日曜 25:00 - 25:30 | アニメ専門CS放送 | 製作委員会参加 リピート放送あり                               |
| OVA 第2話 先行放送 |                    |                          |                    |                  |                                                               |
| 日本全域           | AT-X               | 2012年10月7日            | 日曜 21:00 - 21:30 | アニメ専門CS放送 | 製作委員会参加 リピート放送あり                               |
| 東京都             | TOKYO MX           | 2012年10月10日           | 水曜 27:00 - 27:30 | 独立局           |                                                               |
| OVA 第3話 先行放送 |                    |                          |                    |                  |                                                               |
| 東京都             | TOKYO MX           | 2012年10月27日           | 土曜 27:30 - 28:00 | 独立局           |                                                               |
| 日本全域           | AT-X               | 2012年10月28日           | 日曜 21:00 - 21:30 | アニメ専門CS放送 | 製作委員会参加 リピート放送あり                               |
| OVA 第4話 先行放送 |                    |                          |                    |                  |                                                               |
| 東京都             | TOKYO MX           | 2012年11月24日           | 土曜 27:30 - 28:00 | 独立局           |                                                               |
| 日本全域           | AT-X               | 2012年11月25日           | 日曜 21:00 - 21:30 | アニメ専門CS放送 | 製作委員会参加 リピート放送あり                               |

| 読売テレビ MONDAY PARK 第2部  | 読売テレビ MONDAY PARK 第2部     | 読売テレビ MONDAY PARK 第2部 |
| 前番組                        | 番組名                           | 次番組                       |
| ----------------------------- | -------------------------------- | ---------------------------- |
| 魔人探偵脳噛ネウロ            | 乃木坂春香の秘密                 | ケメコデラックス!            |
| GA 芸術科アートデザインクラス | 乃木坂春香の秘密 ぴゅあれっつぁ♪ | ギャグマンガ日和+            |

### WEBラジオ
2008年4月11日から2010年4月30日まで、『乃木坂美夏の麻衣ふぇあれいでぃお!』と『乃木坂美夏の麻衣ふぇあれいでぃお! ねくすとっ‼』がアニメ公式サイトから配信された。パーソナリティは後藤麻衣と偽まる（川瀬浩平）。

### 特別番組
放送する局のうち、関東地区の3局では事前特番として『オンエア直前!「乃木坂春香の秘密」のひみつ!』が放映された。番組紹介や担当声優によるトーク・ビデオコメントの他、RONDO ROBE 2008で披露された姫宮みらんとチョコレートロッカーズやN'sのライブの模様も紹介された。なお、製作局の読売テレビでは放送されなかった（前番組からの遅れによる）。
- メインMC - 後藤麻衣、植田佳奈
- ゲスト - 羽多野渉、能登麻美子
- ビデオコメント - 清水香里、佐藤利奈、生天目仁美、松来未祐

| 放送局     | 放送期間     | 放送日時     |
| ---------- | ------------ | ------------ |
| チバテレビ | 2008年7月3日 | 本放送に同じ |
| tvk        | 2008年7月3日 | 本放送に同じ |
| テレ玉     | 2008年7月5日 | 本放送に同じ |

### ドラマCD
内容は全て番外編となっており、内容によっては登場人物が第四の壁を遮り視聴者に話しかけたり、前シリーズの話をしたり、放送禁止と発言したりするなどメタフィクションネタが多く声優ネタなどによるキャラ崩壊もしばしばあった。
- 『乃木坂春香の秘密 ドラマCD(1)』
  - 2008年11月21日発売[注 16] GNCA-1196
  - オーディオドラマ2話+歌「薔薇されたいっ」（歌：N's〈能登麻美子、後藤麻衣、清水香里、植田佳奈、佐藤利奈〉、作詞：くまのきよみ、作曲・編曲：大久保薫）収録
- 『乃木坂春香の秘密 ドラマCD(2)』
  - 2008年12月26日発売[注 16] GNCA-1197
  - オーディオドラマ2話+歌「ネオ・やまとなでしこ」（歌：N's〈能登麻美子、後藤麻衣、清水香里、植田佳奈、佐藤利奈〉、作詞：くまのきよみ、作曲・編曲：渡辺剛）収録

### 音楽CD
- 乃木坂春香の秘密 キャラクターソング
- 『乃木坂春香の秘密 オリジナルサウンドトラック』
  - 2008年9月26日発売 GNCA-1195
  - 「とまどいビターチューン」「ひとさしゆびクワイエット!」のテレビサイズ・バージョン、劇中劇『ドジっ娘アキちゃん』のテーマソング「ときめき・フォルテッシモ -ドジっ娘アキちゃんのテーマ-」などを収録。
- 乃木坂春香の秘密 ぴゅあれっつぁ♪ あらかると
- Sweets

### DVD・Blu-ray

#### 第1期DVD
2008年9月より毎月1巻、ジェネオン エンタテインメントから発売された。
| 巻数 | 発売日         | 規格品番   | 規格品番  | 収録話         | オーディオコメンタリー                                                                                            |
| 巻数 | 発売日         | 初回限定版 | 通常版    | 収録話         | オーディオコメンタリー                                                                                            |
| ---- | -------------- | ---------- | --------- | -------------- | --- |
| 1    | 2008年9月26日  | GNBA-1360  | GNBA-1361 | 第1話・第2話   | 第1話：能登麻美子&羽多野渉 第2話：川瀬浩平&里見哲朗（プロデューサー）                                             |
| 2    | 2008年10月24日 | GNBA-1362  | GNBA-1382 | 第3話・第4話   | 第3話：能登麻美子&後藤麻衣 第4話：五十嵐雄策（原作者）、和田敦&三木一馬（担当編集）                               |
| 3    | 2008年11月21日 | GNBA-1363  | GNBA-1383 | 第5話・第6話   | 第5話：羽多野渉&佐藤利奈 第6話：岩浪美和（音響監督）&納谷僚介（音響制作担当）                                     |
| 4    | 2008年12月26日 | GNBA-1364  | GNBA-1384 | 第7話・第8話   | 第7話：生天目仁美&松来未祐 第8話：渡辺剛（音楽担当）&くまのきよみ（作詞担当）                                     |
| 5    | 2009年1月30日  | GNBA-1365  | GNBA-1385 | 第9話・第10話  | 第9話：清水香里&植田佳奈 第10話：川本亜希（ドジっ娘アキちゃんモデル）&丸尾加奈江（ゲーム担当）&和田敦（担当編集） |
| 6    | 2009年2月27日  | GNBA-1366  | GNBA-1386 | 第11話・第12話 | 第11話：能登麻美子&羽多野渉 第12話：名和宗則（監督）&玉井☆豪（シリーズ構成・脚本）                                |

映像特典・音声特典
全巻共通
- 秘密の会議室（オモテ）：出演声優座談会
- 秘密の会議室（ウラ）：スタッフ座談会
- オーディオコメンタリー

以下は該当巻のみの特典
- ノンクレジットオープニング/エンディング
- オンエア直前!「乃木坂春香の秘密」のひみつ!（第1巻）
- ドジっ娘アキちゃんオープニング（第5巻）
- 最終話ノンテロップエンディング（第6巻）

初回限定版特典
- 秘密のCD-ROM
  - 第1巻：オンエア（第1回 - 第7回）+録りおろしスペシャル
  - 第2巻：オンエア（第8回 - 第14回）+録りおろしスペシャル
  - 第3巻：オンエア（第15回 - 第21回）+録りおろしスペシャル
  - 第4巻：オンエア（第22回 - 第28回）+録りおろしスペシャル
  - 第5巻：オンエア（第29回 - 第35回）+録りおろしスペシャル
  - 第6巻：オンエア（第36回 - 第44回）+録りおろしスペシャル
- スペシャルブックレット

#### 第1期Blu-ray BOX
2009年9月26日にジェネオン・ユニバーサル・エンターテイメントから発売された。品番はGNXA-1037。SD映像のリマスター版。DVD版のオーディオコメンタリーや声優関連映像は収録されていない。
封入特典
- 解説書

映像特典
- ノンクレジットオープニング/エンディング
- 最終話ノンテロップエンディング
- ドジっ娘アキちゃんオープニング

#### 第1期Blu-ray BOX 価格改定版
2012年8月29日にジェネオン・ユニバーサル・エンターテイメントから発売された。品番はGNXA-1042。SD映像のリマスター版。DVD版のオーディオコメンタリーや声優関連映像も収録されている。
封入特典
- 解説書

映像特典・音声特典
- 秘密の会議室（オモテ）：出演声優座談会
- 秘密の会議室（ウラ）：スタッフ座談会
- オーディオコメンタリー
- ノンクレジットオープニング/エンディング
- ドジっ娘アキちゃんオープニング
- 最終話ノンクレジットエンディング
- オンエア直前!「乃木坂春香の秘密」のひみつ!

#### 第2期DVD・Blu-ray
2009年12月より毎月1巻、ジェネオン・ユニバーサル・エンターテイメントから発売された。
| 巻数 | 発売日         | 規格品番  | 規格品番  | 収録話         | オーディオコメンタリー                                                                  |
| 巻数 | 発売日         | DVD       | Blu-ray   | 収録話         | オーディオコメンタリー                                                                  |
| ---- | -------------- | --------- | --------- | -------------- | --------------------------------------------------------------------------------------- |
| 1    | 2009年12月23日 | GNBA-1541 | GNXA-1181 | 第1話・第2話   | 第1話：岩浪美和（音響監督）&川瀬浩平（プロデューサー） 第2話：能登麻美子&羽多野渉       |
| 2    | 2010年1月29日  | GNBA-1542 | GNXA-1182 | 第3話・第4話   | 第3話：釘宮理恵&羽多野渉 第4話：和田敦（原作担当編集）&中山信宏（プロデューサー）       |
| 3    | 2010年2月26日  | GNBA-1543 | GNXA-1183 | 第5話・第6話   | 第5話：清水香里&植田佳奈 第6話：五十嵐雄策（原作者）&三木一馬（原作担当編集）           |
| 4    | 2010年3月26日  | GNBA-1544 | GNXA-1184 | 第7話・第8話   | 第7話：後藤麻衣&佐藤利奈 第8話：里見哲朗（プロデューサー）&江里口武志（プロデューサー） |
| 5    | 2010年4月28日  | GNBA-1545 | GNXA-1185 | 第9話・第10話  | 第9話：渡辺剛（音楽担当）&くまのきよみ（作詞担当） 第10話：能登麻美子&生天目仁美        |
| 6    | 2010年5月28日  | GNBA-1546 | GNXA-1186 | 第11話・第12話 | 第11話：名和宗則（監督）&玉井☆豪（シリーズ構成・脚本） 第12話：能登麻美子&羽多野渉      |

映像特典・音声特典
全巻共通
- 秘密の会議室（オモテ）：メイン声優座談会
- 秘密の会議室（ウラ）：主要スタッフ座談会
- オーディオコメンタリー

以下は該当巻のみの特典
- ノンクレジットオープニング/エンディング（第1巻）

初回限定版特典
- 秘密のCD-ROM
  - 第1巻：オンエア（第1回 - 第4回）+録りおろしスペシャル
  - 第2巻：オンエア（第5回 - 第12回）+録りおろしスペシャル
  - 第3巻：オンエア（第13回 - 第20回）+録りおろしスペシャル
  - 第4巻：オンエア（第21回 - 第28回）+録りおろしスペシャル
  - 第5巻：オンエア（第29回 - 第36回）+録りおろしスペシャル
  - 第6巻：オンエア（第37回 - 第47回）+録りおろしスペシャル
- スペシャルブックレット
- 全巻購入応募特典応募券

#### 第2期Blu-ray BOX
2012年9月26日にジェネオン・ユニバーサル・エンターテイメントから発売された。品番はGNXA-1043。
封入特典
- 解説書

映像特典・音声特典
- 秘密の会議室（オモテ）：メイン声優座談会
- 秘密の会議室（ウラ）：主要スタッフ座談会
- オーディオコメンタリー
- ノンクレジットオープニング/エンディング

## ゲーム

### PS2
『乃木坂春香の秘密 こすぷれ、はじめました♥』
PlayStation 2対応ゲームとして、アスキー・メディアワークスより2008年9月25日に発売された。コスプレコンテストに出場する春香たちを応援するアドベンチャーゲーム。初回限定版特典として秘密のディスク (UMD)、秘密のボトルキャップ等が付く。
『灼眼のシャナ』、『狼と香辛料』、『とある魔術の禁書目録』などの電撃文庫の作品や『CLANNAD』とタイアップしており、各作品のキャラクターのコスプレ衣装が登場する。
主題歌
オープニングテーマ「あいまいハニービーンズ」
作詞 - くまのきよみ、作曲・編曲 - 藤末樹、歌 - 姫宮みらんとチョコレートロッカーズ（生天目仁美）
エンディングテーマ「無敵のLOVE&PEACE!」
作詞 - くまのきよみ、作曲・編曲 - 大久保薫、歌 - N's（能登麻美子、後藤麻衣、清水香里、植田佳奈、佐藤利奈）
それぞれアニメ版第一期主題歌シングルCDにカップリング曲として収録されている。

### PSP
『乃木坂春香の秘密 同人誌はじめました♥』
PlayStation Portable用ゲームとして、アスキー・メディアワークスより発売及び配信。『乃木坂春香の秘密 こすぷれ、はじめました♥』の後日談となっている。
先行してダウンロード販売ゲームとして、春香編・美夏編・椎菜編・葉月編・那波編のそれぞれ5編が2010年2月26日より配信されていた。
2010年10月28日、全5編を収録した完全版のPlayStation Portable用UMD版及びダウンロード版が発売及び配信された。

### DS
『電撃学園RPG Cross of Venus』
電撃文庫15周年記念作品。電撃文庫作品が共演し、本作を含めた8作品が主要となるアクションRPG。アニメやゲームでは春香はシャナやインデックス達のことを知っていたがゲームでは彼女達のことは知らず、初対面となっている。

### アプリ
『電撃モバイル』
電撃文庫の携帯用サイト。対応機種でミニゲームが利用できる。

## ASMRボイスドラマ
2024年1月10日から「DLsite」にてASMRボイスドラマが配信開始された。電撃文庫30周年を記念して、G'sこえけんとのコラボレーションで制作された作品で、乃木坂春香役をアニメでも同役を担当していた能登麻美子が演じている。

## 他作品との関連
- 本作品はイラストを担当するしゃあが「電撃帝王」（メディアワークス）で連載していた漫画『キョウハクDOG's』と同じ学校を舞台にしており、互いの主な登場人物もクラスメイト同士となっている。両作の主人公は、わずかながらもそれぞれ互いの作品に登場している。これはしゃあが『乃木坂春香の秘密』のコミカライズを希望したことから始まったものである[45]。第4巻には1ページのみ『キョウハクDOG's』の番外編のような漫画が掲載されている。
- 2008年8月に刊行された『俺の妹がこんなに可愛いわけがない』（伏見つかさ・著）の帯に、春香が推薦文を寄せている。同作のヒロインが春香と同じ境遇（アキバ系の趣味を周囲に秘密にしている）であったことから実現した[46]。